# La Sexorcisto: Devil Music Vol. 1
La Sexorcisto: Devil Music Vol. 1 – trzeci album studyjny amerykańskiego zespołu metalowego White Zombie, wydany 17 marca 1992 roku przez Geffen Records. Osiągnął 26 pozycję w notowaniach billboardu i okrył się podwójną platyną.

## Lista utworów
1. „Welcome to Planet Motherfucker/Psychoholic Slag” – 6:21
2. „Knuckle Duster (Radio 1-A)” – 0:21
3. „Thunder Kiss '65" – 3:53
4. „Black Sunshine” (feat. Iggy Pop) – 4:49
5. „Soul-Crusher” – 5:07
6. „Cosmic Monsters Inc.” – 5:13
7. „Spiderbaby (Yeah-Yeah-Yeah)” – 5:01
8. „I Am Legend” – 5:08
9. „Knuckle Duster (Radio 2-B)” – 0:25
10. „Thrust!” – 5:04
11. „One Big Crunch” – 0:21
12. „Grindhouse (a Go-Go)” – 4:05
13. „Starface” – 5:02
14. „Warp Asylum” – 6:44

## Miejsca na listach przebojów
Album – Billboard (North America)
- 1993 Heatseekers 2
- 1993 The Billboard 200 26

Singles – Billboard (North America)
- 1993 „Thunder Kiss '65" Mainstream Rock Tracks 14
- 1993 „Black Sunshine” Mainstream Rock Tracks 39

## Skład
- Sean Yseult – bas
- J. – gitara
- Rob Zombie – wokal
- Ivan de Prume – perkusja